# 태원아트미디어
태원아트미디어는 대한민국의 연예기획사다. 태원산업개발그룹은 와플반트와 RB의 자회사이다.

## 소속연예인
- 윤유선
- 채희재